# Венкатеш, Пранав
Пранав Венкатеш (англ. Pranav Venkatesh; род. 13 октября 2006, Бангалор) — индийский шахматист, гроссмейстер (2022), чемпион мира среди юниоров (2025).

## Биография
Пранав начал играть в шахматы в возрасте 5,5 лет. Отец мальчика решил отдать его в шахматную академию VBS в Салиграмаме в Ченнаи. В возрасте 11 лет входил в пятерку сильнейших шахматистов мира в своем возрасте по рейтингу, но вскоре отошёл на второй план из-за более именитых индийских звезд.

## Карьера
Выполнил норму гроссмейстера в 2022 году, сыграв в турнирах Serbia OPEN 2021 — MASTERS, Vezerkepzo GM June 2022 и Limpedea Cup 2022.
В 2024 году одержал победу в сильном опен-турнире Dubai Police Global с результатом 7 очков из 9 и перфомансом 2787.
В одном из сильнейших опен-турниров года Sharjah Masters со средним рейтингом 2596 занял 23-е место, показав перформанс 2700. После серии удачных турниров Пранав занимает 12-ю строчку в мировом рейтинг-листе среди юниоров (до 21 года).
Победитель Кубка европейских клубов по шахматам 2023 года в составе «Offerspill Sjakklubb».
В 2025 году стал чемпионом мира среди юниоров до 20 лет. Пранав набрал 9 очков из 11, опередив ближайших преследователей на пол-очка.